# Třebihošť
Třebihošť – gmina w Czechach, w powiecie Trutnov, w kraju hradeckim. Według danych z dnia 1 stycznia 2014 liczyła 428 mieszkańców.